# Austroargiolestes brookhousei
Austroargiolestes brookhousei är en trollsländeart som beskrevs av Günther Theischinger och O'far 1986. Austroargiolestes brookhousei ingår i släktet Austroargiolestes och familjen Megapodagrionidae. IUCN kategoriserar arten globalt som otillräckligt studerad. Inga underarter finns listade i Catalogue of Life.

## Bildgalleri

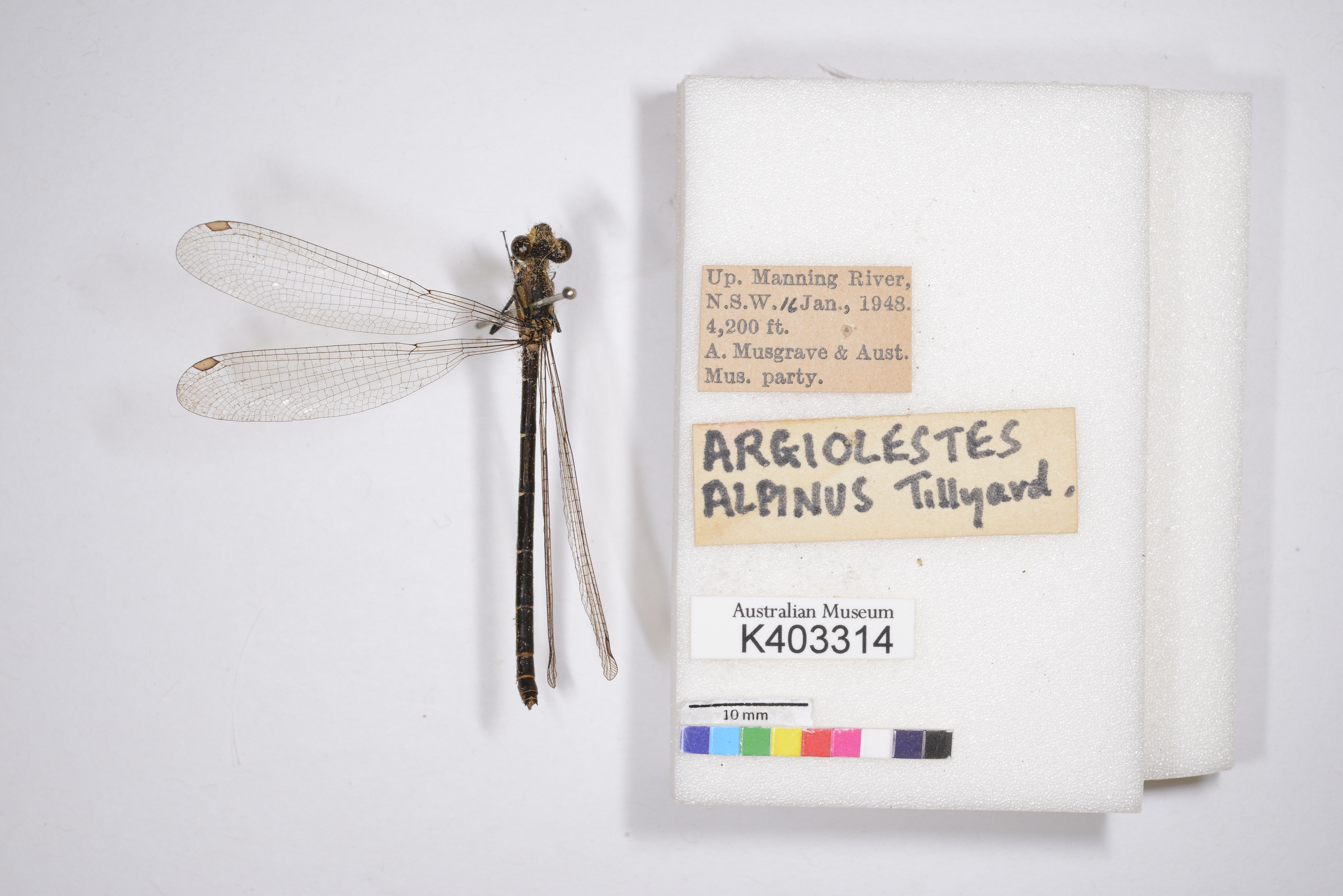